# 席揚
席揚（1956年—），祖籍江蘇太倉，北京出生。1992年8月初加入香港《明報》成為記者。現於加拿大多倫多《明報》加東版工作。
1994年3月，席揚於北京被裁定竊取及刺探中華人民共和國國家機密，被判有期徒刑12年，成為香港記者因該法入獄的首例。
席揚被捕時，在香港引起了極大的迴響及震動，事件後部份在香港負責中國新聞的記者發動多月的杯葛行動，拒絕為中國採訪任何具宣傳性質的活動，部份參與該行動的記者期間就曾遭中國記者協會拒絕接受他們回中国內地採訪的申請，理由是他們參與杯葛行動。席揚案長期成為探討中國國家機密的重要個案。

## 背景
席揚在北京五中讀書，後來當兵，在部隊中擔任文宣工作。父親席林生（案發時70歲）曾是《人民日報》國際新聞版資深記者，母親則在荣毅仁下的中信投資工作，席揚有一妹妹。席揚復員轉業後在《新體育》及《健康之友》工作，工餘就讀中央廣播電視大學。1992年6月稱需來港繼承祖父財產，獲批單程證。來到香港後，曾打算與在港的妹妹及妹夫做生意，不過經過仔細量後，接受妹妹提議重操新聞業，寄履歷至《明報》。《明報》於同年8月聘請席揚，並因他在北京長年的生活及工作經歷，派他成為首批輪流調派至北京駐守的香港記者之一。

## 席揚犯案經過
1993年8月3日，席揚發覺在北京被便衣人員跟蹤。6日他雖安全返港，但在首都機場仍被便衣人員跟蹤至上機前。休息一周後，《大公報》有一赴大連的採訪邀請，席揚前往大連，但25日，席揚母親彌留並逝世，席揚趕赴北京探望並辦後事。席母在彌留之際，曾叫席揚「快走」。9月初，因仍需治辦母親喪事，加上未見有便衣跟蹤他，他遂留下，並採訪北京申辦2000年奧運是否成功一事（9月23日）。 
9月27日，席揚於北京建国饭店大堂二樓，突然被北京市國安局人员帶走；人員並想帶走其相機，不果。當日下午，新華社發佈了席揚被拘留審查的消息，直至11日後，即10月7日，中華人民共和国政府方宣佈正式逮捕席揚。 
當時正值1989年六四天安門事件後數年，香港主權移交正步入倒數階段，有關言論自由的憂慮長期困擾香港。當席揚被拘後，香港各界反應強烈。10月7日，自由黨要求港府介入，記協則指北京指控自相矛盾，而台灣新聞界則表示震驚。
10月10日，明報企業主席于品海在會見國安局高層後稱席「誤觸刑法」，向中方道歉，並感謝港府及英國駐華大使館關注但稱彼不必幫忙。這次表態被視為是未審先認為席揚有罪，于受到報界部分抨擊。
11月23日，席林生獲准在一家京郊的酒店見席揚15分鐘，但實際見了30分鐘，會面被要求不許談案件的人、事。這是唯一一次他能與外界面對面接觸。
當時官方指北京市國安局在1993年11月27日前，已將席揚移交檢察院建議起訴。
12月21日，北京市中級人民法院向明報表示此案將不公開審理，且席揚不擬聘請律師，欲在庭上自辯。《明報》在北京代表大驚，並請法院向席揚告知已聘請大陸律師助其官司，唯席仍堅持自辯。22日，北京中院開始對案件進行「不公開審理」。
1994年3月17日，港事顧問徐四民曾放風稱司法部一位私人朋友告知席案已審結，初步相信判監1-2年，緩期執行，由《明報》或家人簽保可短期內獲釋回港。前記協副主席劉進圖在《信報財經月刊》1994年5月號分析認為，是江澤民在3月底拍板要改為重判席揚。主因是席率先報道原人行行長李貴鮮下台，由副總理朱鎔基破格兼任行長，並與人行高層有嚴重矛盾，遂致重判。
1994年1月27日，市中級法院將案件退回檢察院，要求補充材料，到同年2月22日重新開審，後來法院在4月1日通知席揚的妹妹，席揚案在3月28日審結，北京市中級人民法院裁定席揚竊取、刺探國家機密罪名成立，被判有期徒刑12年，剝奪政治權利兩年。
4月4日，判監消息由全國記協告知《明報》，翌日（5日）《明報》員工到新華社香港分社外請願，要求釋放席揚，但中方無人接信。6日，左派陣營的曾鈺成、譚耀宗、陳婉嫻、程介南往香港分社反映港人意願，要求分社向最高人民法院提出公布案情及判決書內容。6日，左派《大公報》發名題為〈必須讓公眾看到司法公正〉社論，要求北京「在不妨礙司法公正的前提下適當公布案情，以助消除疑慮」。同日在北京，席林生選用北京競天律師事務所的彭學軍、許橙為二審辯護律師。4月7､8日，有明報員工在分社外接力絕食抗議。8日在北京，法院經一天考慮後同意彭許二人代表資格。9日在香港，各大報刊有數百新聞工作者聯署公開信聲援席揚。同日在北京，延宕半年，席揚終於得見律師二人，「頭髮白了許多」。
席揚申請上訴，在同年4月15日被北京市高級人民法院駁回，維持原判，並即日移交勞改部門服刑。審訊「公開進行」，新華社稱有二百多群眾代表旁聽，但不包括也沒通知席林生及其女。同日百多名《明報》同事得悉此訊後，由柴灣明報工業中心遊行至灣仔新華社香港分社，並在方型油桶內燒口罩表示不再沉默。經四小時遊行後，凌晨1時抵分社已有四百多人（連市民）。接著，再由20名《明報》代表展開72小時接力靜坐及絕食。17日，「拯救席揚聯合行動」發起遊行，有二千人參與。30日，118位中國線香港記者聯署公開聲明，杯葛當日至五月底的所有中國官方採訪邀請等，並要求廢除往內地採訪的七條規定（乃於六四後加設，如須於15日前向香港分社報批申請，包括報道內容、受訪者身份及逗留時間）。
4月27日，英國國會有45名議員（主要為工黨，包括郝爾彬）提交議案，譴責中國當局於判處席揚12年徒刑，並駁回其上訴；議員注意到儘管席揚因被指控從事間諜活動和竊取國家金融機密而被逮捕和監禁，但沒有證據表明他在獲取有關中國人民銀行利率的資訊時只是在執行正常的新聞收集任務，認為他提交的報道絕沒有損害中國的國家利益。議員還注意到，香港的新聞自由載於《中英聯合聲明》，但這（指中方判刑）相當於對記者施加政治壓力，因為根據中國已簽署的《世界人權宣言》，席揚被剝奪了公平審判的權利，因為審判是保密進行的，他在上訴前被剝奪了法律代表權，而且他的12年刑期與他被指控的罪行不相稱。並敦促英國政府要求中國政府立即對此案作出全面說明，並對今後國家保密法的解釋和適用作出具體澄清和保證，特別是考慮到1994年5月3日是國際新聞自由日，釋放席揚。
北京的法院原先並無向外公布審訊結果，香港記者是間接從消息人士得知審判結果，法院最後在多番追問，才加以證實。直至同年4月，新華社始報道席揚案的案情。
1997年香港主權移交前夕（1月24日），中華人民共和國政府突然指席揚表現良好，提前讓他假釋出獄，在牢獄中生活2年零10個月，但如由被捕起計就有3年4個月左右。24日晨8點他突然獲釋，11時得以見到席林生及席揚妹妹席瑩（譯音），共晉午餐後乘坐黃昏班機回港。席獲釋後翌日召開記者會，認為獲釋對其家人是個好的驚喜、對《明報》是好事，也是對港人的好消息，希望這良好的氣氛會令香港在1997年變得更強的力量泉源。總編輯張健波獲悉席將提早獲釋，飛赴北京，並稱席揚將續在《明報》工作，但不能再到中國採訪中國新聞。港督彭定康、各界記者、政治人物及人權組織紛紛對席揚獲釋表示高興。彭定康稱席揚一案令其家人、同事及整個社群極為擔心及關注，在臨近農曆年獲釋，是個對香港很好的消息。候任特首董建華則透過發言人發聲明，認為席揚能於此時與家人團聚甚佳，可與家人一同過年。有指董在席揚突獲釋一事在幕後有所動作，發言人否認指控。
至於同案被控的中國人民銀行工作人員田野，在93年9月24日被捕，被指為境外人員竊取、刺探、非法提供國家秘密罪名成立，判有期徒刑15年，剝奪政治權利3年。

## 案件
根據新華社1994年4月的報道，席揚在1993年6月至7月期間，採訪中英政制會談及預委會會議為名去了北京，卻按照《明報》負責人的要求，「千方百計刺探國內重大金融、經濟秘密」，指使他的好朋友、中國人民銀行工作人員田野，竊取「大量國家金融、經濟秘密」，田野將一份標有「機密」標識的重要文件偷出，交給席揚複印。席揚將資料寫成稿件，交《明報》發表，據說使國家經濟遭受了重大損失。 
新華社還指稱，席揚、田野二人聯絡時行動詭秘，為避人耳目，他們不在席揚住的建國飯店見面，而經常在街頭交接，會面時不握手，分手時不打招呼，兩人主要以傳呼機聯繫。新華社指還引述二人在7月31日和8月2日的聯絡情況，反映國安局人員已調查案件一段日子。

## 機密內容
一如過去多宗同類案件，中國官方在席揚案中亦沒有披露案中被竊取的國家機密。執行總編張健波表示，新華社無透露是哪篇稿涉及國家機密，但編輯部估計應與1993年5月11日報道「大陸採措施吸引存款 儲蓄利率將提高二釐」，及同年7月28日「朱鎔基昨視察京印鈔廠 央行決定拋黃金換外匯」有關。張健波在一次會議中向後來入主的張曉卿提及事件，希望他向北京反映。張健波表示，雖無證據證明席揚獲釋與張曉卿有關，但他相信後者在事件中扮演相當重要的角色，「他有將事件記掛在心中」。
香港記者協會曾指席揚有關文章中的「部分內容」，早已見於親中的《文匯報》和台灣報章，難以明白為何只有席揚出事，批評中華人民共和國法律的隨意性。1997年1月，官方突然宣佈，席揚表現良好，讓他假釋出獄，前後在獄中渡過3年多時間。